# Spartaeus
Genre
Synonymes
- Boethus Thorell, 1878 nec Förster, 1868
- Nealces Simon, 1900
- Boethuola Strand, 1929

Spartaeus est un genre d'araignées aranéomorphes de la famille des Salticidae.

## Distribution
Les espèces de ce genre se rencontrent en Asie du Sud-Est, en Asie de l'Est et en Asie du Sud.

## Liste des espèces
Selon World Spider Catalog (version 26, 18/06/2025) :
- Spartaeus abramovi Logunov & Azarkina, 2008
- Spartaeus bani (Ikeda, 1995)
- Spartaeus banthamus Logunov & Azarkina, 2008
- Spartaeus ellipticus Bao & Peng, 2002
- Spartaeus emeishan Zhu, Yang & Zhang, 2007
- Spartaeus forcipiformis Yang, W. Liu, P. Liu & Peng, 2017
- Spartaeus jaegeri Logunov & Azarkina, 2008
- Spartaeus jianfengensis Song & Chai, 1991
- Spartaeus karigiri Caleb, Sudhin, Sen & Kadam, 2025
- Spartaeus noctivagus Logunov & Azarkina, 2008
- Spartaeus pinniformis Yang, W. Liu, P. Liu & Peng, 2017
- Spartaeus platnicki Song, Chen & Gong, 1991
- Spartaeus siloi Ni, Yu & Zhang, 2025
- Spartaeus spinimanus (Thorell, 1878)
- Spartaeus tengchongensis Yang, W. Liu, P. Liu & Peng, 2017
- Spartaeus thailandicus Wanless, 1984
- Spartaeus triapiculus Yang, W. Liu, P. Liu & Peng, 2017
- Spartaeus uplandicus Barrion & Litsinger, 1995
- Spartaeus wildtrackii Wanless, 1987
- Spartaeus zhangi Peng & Li, 2002

## Systématique et taxinomie
Ce genre a été décrit par Thorell en 1891 dans les Salticidae.
Nealces et Boethus Thorell, 1878, préoccupé par Boethus Förster, 1868, remplacé par Boethuola par Strand en 1929 ont été placés en synonymie par Wanless en 1984.

## Publication originale
- Thorell, 1891 : « Spindlar från Nikobarerna och andra delar af södra Asien. » Kongliga Svenska Vetenskaps-Akademeins Handlingar, vol. 24, no 2, p. 1-149 (texte intégral).